# Fotosensitives Glas

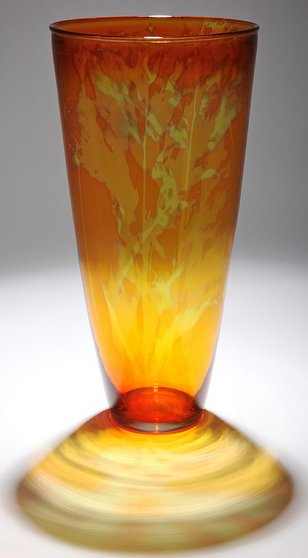
Photosensitive Glasvase von John Penman

Fotosensitives Glas (auch photosensitives Glas genannt) ist ein Glas aus der Familie der Lithium-Silikat-Gläser, in welchem das Bild einer Maske durch mikroskopisch-kleine Partikel im Glas mittels Belichtung von kurzwelligem Licht (wie z. B. UV-Licht) gespeichert werden kann.
Ein Vertreter ist das fotostrukturierbare Glas Foturan (Schreibweise des Herstellers: FOTURAN®), welches 1984 von der Schott AG aus Mainz entwickelt wurde. Es handelt sich um eine technische Glaskeramik, deren Strukturierung – im Gegensatz zu herkömmlichen Verfahren – ohne Einsatz von Fotolack möglich ist. Stattdessen wird das Material mit kurzwelliger Strahlung, wie beispielsweise ultraviolettem Licht, belichtet und anschließend geätzt.
Fotosensitives Glas wurde zuerst durch S. Donald Stookey im Jahr 1937 entdeckt.